# Regiunea Baia Mare

Regiunea Baia Mare în cadrul împărţirii administrative a României 1950-1952

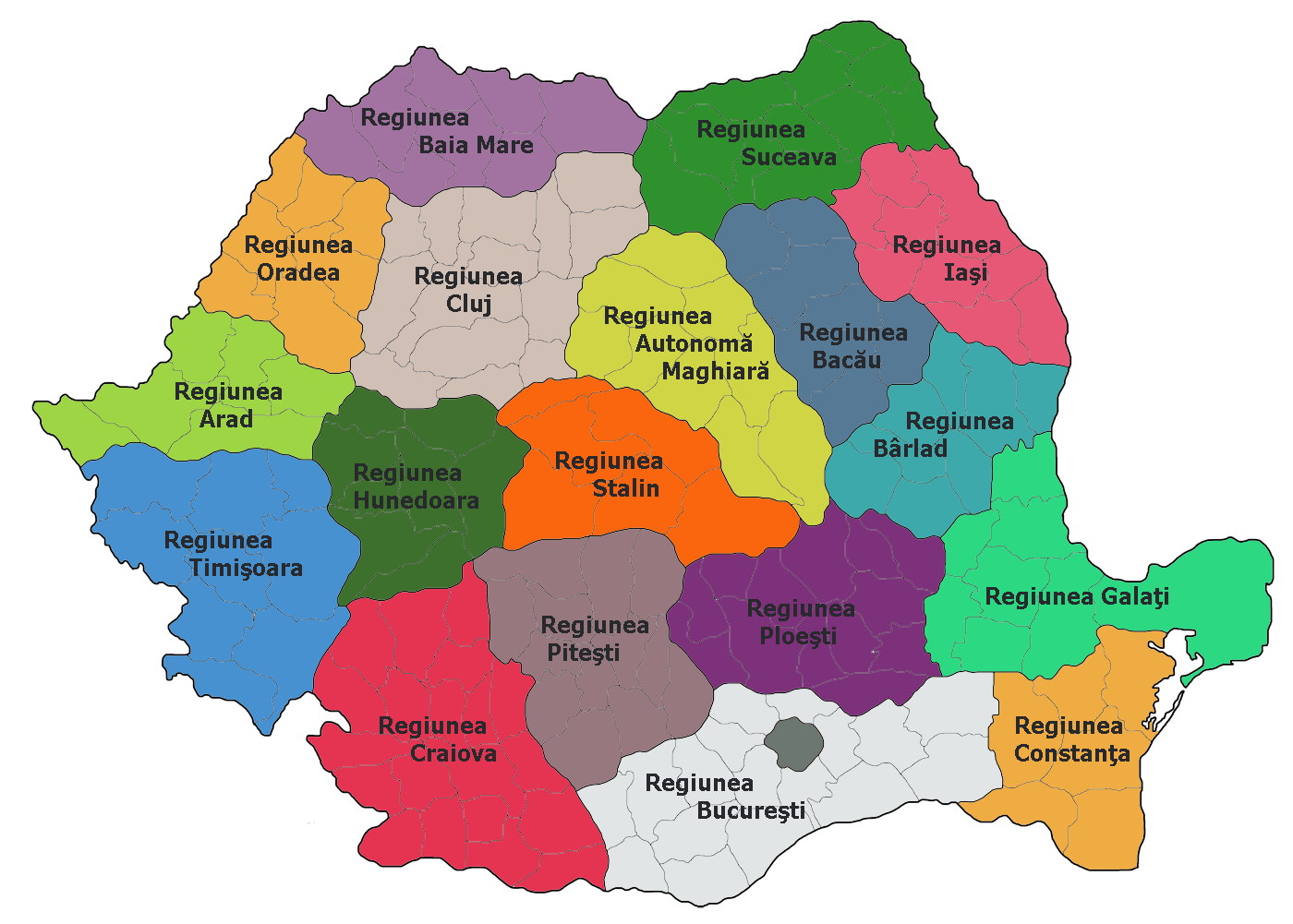
Regiunea Baia Mare în cadrul împărţirii administrative a României (1953)

Regiunea Baia Mare a fost o diviziune administrativ-teritorială situată în zona de est a Republicii Populare Române, înființată în anul 1950, când au fost desființate județele (prin Legea nr.5/6 septembrie 1950). Ea a existat până în anul 1960, când a fost înființată regiunea Maramureș. 

## Istoric
Reședința regiunii a fost la Baia Mare, iar teritoriul său cuprindea o suprafață asemănătoare cu cea a actualelor județe Maramureș și Satu Mare. După reorganizarea din 1952, raionul Vișeu al regiunii desființate Rodna a fost încorporat în regiunea Baia Mare. În 1960 a fost redenumită  regiunea Maramureș.

## Vecinii regiunii Baia Mare
Regiunea Baia Mare se învecina:
- 1950-1952: la est cu regiunea Rodna, la sud cu regiunile Cluj și Bihor, la vest cu Republica Populară Ungară, iar la nord cu RSS Ucraineană.
- 1952-1960: la est cu regiunea Suceava, la sud cu regiunile Cluj și Oradea, la vest cu Republica Populară Ungară, iar la nord cu RSS Ucraineană.

## Raioanele regiunii Baia Mare
Regiunea Baia Mare a cuprins următoarele raioane: 
- 1950–1952: Baia Mare, Carei, Cehu Silvaniei, Lăpuș (Tîrgu Lăpuș), Oaș (Negrești), Satu Mare, Sighet.
- 1952–1960: Baia Mare, Carei, Cehu Silvaniei, Lăpuș (Tîrgu Lăpuș), Oaș (Negrești), Satu Mare, Sighet, Vișeu (Vișeul de Sus),Tășnad.